# Abaré
Abaré (Baré; pl. Abarés, Barés), jedno od nestalih plemena američkih Indijanaca koji su živjeli na podričju današenje brazilske općine Alenquer u državi Pará. Tu ih na desnoj obali rijeke Rio Curuá prvi nalaze franjevci koji su katehezu među njima započeli 1729., i uz njihovu pomoć sagradili naselje koje su nazvali Arcozelos.

## Vanjske poveznice
- Alenquer e suas denominações  Arhivirana inačica izvorne stranice od 4. ožujka 2016. (Wayback Machine)